# Der Wolkenatlas
Der Wolkenatlas, englischer Originaltitel Cloud Atlas, ist ein 2004 erschienener Roman des englischen Schriftstellers David Mitchell.

## Aufbau
Wie bei David Mitchell üblich, wählt er auch für Der Wolkenatlas eine unkonventionelle Erzählstruktur. Der Roman ist ein literarisches Kaleidoskop, das eine Zeitspanne von beinahe 1000 Jahren Geschichte umspannt. Wie auch in Chaos werden verschiedene Geschichten und Schicksale ineinander verwoben, um am Ende ein großes Ganzes zu bilden. In Der Wolkenatlas sind es sechs solcher Geschichten, die jeweils in einer anderen Zeit handeln und in einem jeweils eigenen Stil geschrieben sind. Die Kapitel teilen sich wie folgt auf:
Das Pazifiktagebuch des Adam EwingIn den 1850ern (es wird keine genaue Zeit genannt, jedoch wird der Goldrausch in Kalifornien erwähnt); im Stile der Zeit verfasstes Tagebuch;
Briefe aus Zedelghem1931; ein Briefzyklus;
Halbwertszeiten. Luisa Reys erster Fall1975; ein Kriminalroman/Thriller;
Das grausige Martyrium des Timothy CavendishIn der heutigen Zeit (keine genaue Zeitangabe); Memoiren/Essay, als Vorlage für ein Drehbuch zur Verfilmung;
Sonmis OratioIn einer dystopischen Zukunft (um 2100); ein Protokoll/Dialog;
Sloosha’s Crossin’ un wies weitergingIn einer fernen Zukunft; eine Erzählung/Monolog
Außerdem wird jeder Teil bis auf den sechsten ab ca. der Hälfte unterbrochen und mit der nächsten Geschichte fortgesetzt. Die zweite Hälfte findet sich dann in der rückwärtigen Reihenfolge ab dem Ende des sechsten Teils im Buch. Würde man die Teile durchnummerieren, ergäbe sich also folgendes Schema:
1(1) – 2(1) – 3(1) – 4(1) – 5(1) – 6 – 5(2) – 4(2) – 3(2) – 2(2) – 1(2), was in der klassischen Formenlehre einer Bogenform entspricht.
Die Geschichten enden dabei abrupt und werden in der nächsten auf irgendeine Weise aufgegriffen.

## Handlung

### Das Pazifiktagebuch des Adam Ewing
Adam Ewing, ein Notar aus San Francisco, der im australischen New South Wales eine Erbsache zu regeln hatte, reist auf dem Schoner Prophetess nach Hause. Sein Tagebuch setzt kurz nach Beginn der Rückreise ein, als die Prophetess wegen Sturmschäden auf den Chatham-Inseln überholt wird. Auf einer Erkundungstour über die Insel freundet er sich mit dem Arzt Henry Goose an, den er neben sich selbst als einen der wenigen Gebildeten in diesem Teil der Welt betrachtet. Ewing hört von einem Inselbewohner die Geschichte der eingeborenen Moriori, die von eingewanderten Weißen und Māori unterdrückt und missioniert werden. Auf der Weiterfahrt versteckt sich ein Moriori namens Autua als blinder Passagier in Ewings Kabine und bittet ihn um Hilfe. Obwohl der Kapitän und die Besatzung Ewing unverhohlene Abneigung entgegenbringen, schafft er es, dass Autua nicht über Bord geworfen, sondern in die Crew aufgenommen wird. Ewing hat indes ganz andere Probleme: Goose diagnostiziert bei ihm einen tropischen Wurm, der sich in seinem Hirn eingenistet hat. Trotz Gooses Medizin geht es Ewing immer schlechter. Das Tagebuch bricht abrupt auf Seite 57 ab.

### Briefe aus Zedelghem
Der junge und überaus talentierte Musiker Robert Frobisher schreibt in Briefen an seinen Liebhaber Rufus Sixsmith, wie er eine Anstellung bei einem unter Syphilis leidenden, erblindeten, alten Komponisten namens Vyvyan Ayrs findet. Ayrs wohnt mit seiner Familie in Belgien im Schloss Zedelghem. Im Laufe der Zeit entwickelt sich eine künstlerische Symbiose zwischen den beiden: Ayrs braucht das junge Talent, um seine Werke zu vollenden, und Frobisher nutzt seine Anstellung, um eigene zu komponieren. In permanenter Geldnot sucht er im Schloss nach Büchern, die er einem Händler verkaufen kann. Dabei findet er ein Tagebuch des Notars Adam Ewing; ab Seite 57 fehlen jedoch die Seiten. Er beauftragt Sixsmith, den fehlenden Teil zu finden. Währenddessen fängt Ayrs’ Frau Jocasta an, mit Frobisher anzubandeln – ganz im Gegensatz zu Ayrs’ Tochter Eva, die in Frobishers Augen eine verzogene Giftschlange ist. Der letzte Brief erzählt davon, dass Jocasta und er eine Liebesaffäre haben.

### Halbwertszeiten. Luisa Reys erster Fall
Die Journalistin Luisa Rey steckt in einem Fahrstuhl zusammen mit Rufus Sixsmith fest. Der betagte Wissenschaftler gibt ihr eine Fährte für eine Top-Story. Ein neuer Atommeiler soll abseits der Stadt Buenas Yerbas erbaut werden, auf Swanneke Island. Der „Hydra-Reaktor“ weist jedoch nach Sixsmiths Bericht gravierende Fehler auf. Der korrupte Vorsitzende des Unternehmens lässt Sixsmith aus diesem Grund von dem Attentäter Bill Smoke ermorden. Sixsmith schafft es im letzten Moment, eine Kopie des Berichts in einem Flughafenschließfach und die alten Briefe seiner Jugendliebe Robert Frobisher in einer Hotelbibel zu verstecken. Luisa Rey indes gelingt es, eine Kopie von Sixsmiths Bericht auf dem Reaktorgelände zu ergattern. Bill Smoke kommt ihr jedoch zuvor und in einer Verfolgungsjagd wird sie mit ihrem Auto von einer Brücke gestoßen.

### Das grausige Martyrium des Timothy Cavendish
Dem alternden Verleger Timothy Cavendish gelingt der große Wurf mit dem Buch Faustfutter: Der Autor dieses Buches hat einen Kritiker vom Dach geworfen, woraufhin er im Gefängnis landet. Das Buch verkauft sich dank der Popularität hervorragend. Mit den Erlösen befreit sich Cavendish von seinen Schulden. Unglücklicherweise wird er von den Brüdern des Autors heimgesucht, die horrende Summen von ihm wegen des Publikationserfolgs verlangen. Cavendish bittet seinen Bruder Denholme, ihn zu verstecken. Auf der folgenden Odyssee reist er quer durch England (während der Reise liest er den vorhergehenden Thriller um Luisa als Roman einer gewissen Hilary V. Hush), um dann vor „Haus Aurora“, der Empfehlung seines Bruders, zu halten. Er nimmt sein Zimmer im Glauben, in einem Hotel zu sein. Die schreckliche Wahrheit offenbart sich ihm dann zu spät: Sein Bruder hat ihn in ein Altenheim eingeschrieben. Gerade als er flüchten will, hat er einen Schlaganfall.

### Sonmis Oratio
Der fünfte Teil spielt in einer dystopischen Zukunft in Korea (Nea So Copros). Der weibliche Klon Sonmi~451 wird des Verbrechens angeklagt, ein Mensch sein zu wollen. In der herrschenden Konzernokratie wurde sie erschaffen, um in einem Fast-Food-Restaurant zu bedienen. Lange Zeit ist das Restaurant ihr Zuhause und das Maskottchen ihr Gott. Ihr wurde versprochen, nach zwölf Jahren ins Elysium zu gelangen. Jedoch passiert der bis dato erst zweite Aufstieg eines „Duplikanten“ und sie kann von Wissenschaftlern aus dem unterirdischen Restaurant geschleust werden. Die neue Freiheit erschlägt sie förmlich, ähnlich der Katharsis im Höhlengleichnis. Während ihres Aufstiegs studiert sie an einer Universität und gelangt dank ihrer verbesserten biologischen Fähigkeiten zu massivem Wissen. Gerade als sie sich einen alten Film aus dem 21. Jahrhundert anschaut (es handelt sich um eine Dramatisierung der Erlebnisse von Cavendish), stürmen Polizeikräfte die Uni. Die letzte Szene, die Sonmi~451 sieht, ist die, in der Cavendish einen Schlaganfall bekommt. Ihr wird klar, dass ihr neu gewonnener Freund Hae-Jo Im nur vorgab, ein Student zu sein, um ungestört seiner tatsächlichen Berufung nachgehen zu können.

### Sloosha’s Crossin’ un wies weiterging
Der Ziegenhirte Zachry erzählt als alter Mann seine Abenteuer auf der Insel Hawaii. In dieser Erzählung ist die Erde in einem zeitlich weit entfernten, postapokalyptischen Zustand. Technik ist ein verschollenes Relikt und wird als „Clever der Alten“ bezeichnet. Die Menschen auf Hawaii sind in die Steinzeit zurückgefallen. In dieser einfachen Gesellschaft herrscht Tauschhandel. Zweimal pro Jahr erreicht die Insel ein technisiertes Volk, die „Prescients“, die das „Clever der Alten“ noch horten und verwenden können. Die Prescients schicken eine Frau namens Meronym auf die Insel, um Nachforschungen anzustellen. Zachry ist sofort misstrauisch und durchsucht ihre Sachen. Er findet dabei ein eiförmiges Gerät, einen Orator, das ein Mädchengesicht als Hologramm zeigt und eine ihm unverständliche Sprache spricht. Meronym und Zachry freunden sich trotz aller Differenzen an, da sie das Leben seiner Schwester rettet. Zachry begleitet und beschützt Meronym während ihrer Erkundung des Mauna Kea. Als dann ein kriegerisches Volk, die Kona, die friedlichen Völker von Hawaii angreift und versklavt, wird zunächst auch Zachry verschleppt, kann aber durch Meronym und eine Handfeuerwaffe gerettet werden. Gemeinsam sollen sie sich zur Küste durchschlagen, um von den anderen Prescients abgeholt zu werden. Zachry erfährt, dass die Prescients sein Volk erforschten, da es neben ihnen die letzte zivilisierte Gesellschaft der Erde ist – und nun durch Barbarei ausgelöscht wurde. Der endgültige Fall der Menschheit scheint besiegelt, da auch die Existenz der „Prescients“ von einer unheilbaren Krankheit bedroht wird. Allerdings wird die Erzählung mit einigen Worten von Zachrys Sohn beendet. Er erzählt von Meronyms Orator und „zeigt“ ihn am Schluss seinem Publikum. Das Mädchen im Hologramm ist Sonmi~451 und ihre Erzählung wird direkt im Anschluss beendet.

### Sonmis Oratio
Sonmi~451 flieht mit Hae-Jo Im vor dem Aufruhr. Hae-Jo eröffnet ihr, dass er und der sie betreuende Professor zu den revolutionären Abolitionisten gehört. Während der Flucht Sonmis gerät sie in ein „Facedesigner-Atelier“, um ein neues Gesicht zu erhalten und nicht erkannt zu werden. Das Ziel ihrer Flucht durch ein futuristisches Korea ist der Anführer der Abolitionisten. Sonmis Kommilitone Hae-Jo Im zeigt ihr die Brutkästen ihrer nicht aufgestiegenen Schwestern, ein verfallenes Buddhisten-Kloster (in dem Sonmi von den fast vollständig vergessenen Lehren Buddhas erfährt) und zufällig sehen sie einen Beamten, der einen Spielzeugduplikanten (eine Art lebende Barbiepuppe) wie Müll von einer Brücke wirft. Sonmis Erschütterung gipfelt letztendlich darin, dass sie ein Schiff ihres ehemaligen Konzerns und einige ihrer Schwestern sieht, die in das versprochene Elysium gelangen sollen. Sie kommen jedoch nie dorthin und werden industriell per Bolzenschuss geschlachtet. Sonmi will daraufhin das Schiff zerstören und schreibt ihre „Zwölf Erklärungen“, einen Aufruf zur Menschlichkeit und zum unvoreingenommenen Umgang miteinander. Bevor sie ihren Plan umsetzen kann, entpuppt sich Hae-Jo Im als Agent der Regierung. Die Rettung Sonmis und ihre Odyssee waren vollständig von der Konzernokratie inszeniert, um ein fiktives Feindbild zu erzeugen, damit keine realen entstehen. Sonmi bleibt nur der Trost, dass ihre Erklärungen erhalten bleiben und sie kurz vor ihrer Hinrichtung als letzten Wunsch den Film Das grausige Martyrium des Timothy Cavendish zu Ende sehen kann.

### Das grausige Martyrium des Timothy Cavendish
Nach seinem Schlaganfall ist Cavendish zunächst ans Bett gefesselt. Noch während seiner Genesung schmiedet er Fluchtpläne. Er ruft heimlich bei seinem Bruder Denholme an, um den Sachverhalt zu klären, erfährt aber, dass Denholme an einem Schlaganfall gestorben ist. Cavendish beginnt im Altersheim nach Gleichgesinnten zu suchen und findet in dem Schotten Ernie, dessen Frau Veronica und dem geistig verwirrten Mr. Meeks seine Komplizen. Sie schmieden den Plan, die dominante Oberschwester in Cavendishs Raum zu locken und einzusperren und das Auto eines regelmäßigen Besuchers zu stehlen. Der Plan gelingt zunächst, jedoch mit leichten Improvisationen. Mr. Meeks wird anders als geplant mitgenommen und das Gatter des Heims wird mit dem Auto gerammt. Die vier Flüchtlinge verstreuen sich und Cavendish baut seinen Verlag wieder auf. Sein erstes zu verlegendes Buch wird Halbwertszeiten. Luisa Reys erster Fall sein, dessen zweiter Teil ihm in sein selbstgewähltes Exil in Schottland gesandt wird.

### Halbwertszeiten. Luisa Reys erster Fall
Die totgeglaubte Luisa Rey kann sich aus ihrem untergehenden Auto retten. In dem Wettlauf um Sixsmiths Bericht existieren noch drei Exemplare; Bill Smoke kommt ihr ständig zuvor und vernichtet alle Berichte bis auf den letzten, von dem er nichts wissen kann. Während Smoke Luisa immer noch verfolgt, baut diese Kontakt zu Sixsmiths Nichte auf, die eine der Kopien besitzt. Im Hafen von Buenas Yerbas kommt es zum Showdown, bei dem Smoke stirbt. Luisas Reportage über den hochgefährlichen „Hydra-Reaktor“ ist der große Beginn ihrer noch jungen Karriere. Da sich während der kurzen Zeit mit Rufus Sixsmith eine gewisse Freundschaft zwischen ihnen aufbaute, bittet sie seine Nichte um die verbleibenden Briefe des Musikers Frobisher. Sie spürt eine tiefe Verbundenheit zwischen sich und dieser Person. Deshalb endet der Thriller damit, dass Luisa Rey die weiteren Erlebnisse Frobishers auf Schloss Zedelghem liest.

### Briefe aus Zedelghem
Während das Arbeitsverhältnis zwischen Ayrs und Frobisher immer schlechter wird, beginnt Jocasta sich ernsthaft in Frobisher zu verlieben. Er tut alles als kleine Romanze ab und besucht stattdessen ein Massengrab aus dem Ersten Weltkrieg, in dem auch sein Bruder begraben sein soll. Als er wiederkehrt, entwickelt sich ein freundschaftliches Verhältnis zwischen Ayrs’ Tochter Eva und Frobisher. Er glaubt, dass sie in ihn verliebt sei; ein Fehler, da er sich in diesen Irrglauben hineinsteigert und sie selber zu lieben beginnt. Der endgültige Bruch mit Ayrs geschieht kurz danach und am selben Abend verlässt Frobisher das Schloss. In der nahe gelegenen Stadt Brügge nimmt er sich mit seinem letzten Geld ein Hotelzimmer. Als ihm sein verhängnisvolles Missverständnis klar wird, ist das zu viel für den eitlen jungen Musiker. Er hat weder Geld noch einen Ruf in Europa und sein Herz ist gebrochen. Sein letzter Brief an Sixsmith ist gleichzeitig ein Abschiedsbrief: Er erschießt sich. Seinem alten Freund Sixsmith hinterlässt er in einem Umschlag seinen Brief, sein größtes Werk, das Wolkenatlas-Sextett, sowie die fehlenden Seiten von Ewings Tagebuch. Frobisher bittet Sixsmith in seinem letzten Brief, das Sextett mit dem Erlös aus den gestohlenen Büchern zu veröffentlichen.

### Das Pazifiktagebuch des Adam Ewing
Ewings Zustand hat sich etwas verbessert, so dass er wieder an Land gehen kann und eine Mission mitten im Pazifik kennenlernt. Seine Erlebnisse dieser Heimreise sind ein Beispiel an Unterdrückung und Machtmissbrauch. Er sieht die Christen, wie sie der indigenen Bevölkerung ihre Religion aufzwingen und sie so wirtschaftlich abhängig machen; er spricht mit einem Ehemann, der von seiner Frau traktiert wird; auf der Prophetess wird er indirekt Zeuge vom Selbstmord eines Jungen, der von der Crew sexuell missbraucht wurde. Ewing macht sich Vorwürfe, da der Junge ihn um Rat bat, Ewing aber seiner Meinung nach nicht gewissenhaft genug antwortete. Sein größtes Problem scheint allerdings immer noch sein Hirnparasit zu sein. Gooses Medizin wirkt nicht mehr und Ewing ist nur noch ein Elend, dem Bettruhe verordnet wurde. Kurz bevor es zu spät ist, wird Ewing die schreckliche Wahrheit offenbar: Der Wurm war eingeredete Hypochondrie, Goose ist ein Hochstapler und seine Medizin war schleichendes Gift. Ewing kann von Autua gerettet werden und schließt mit dem alle anderen Teile des Buches überspannenden Gedanken, dass die Welt zum Besseren geändert werden kann, wenn der Wille dazu und nicht der Wille zur Macht dominiert.

## Verbindungen

### Verbindungen innerhalb des Buches
Wie oben erwähnt, ist das Werk nach einem festen Muster aufgebaut, die Teile greifen ineinander über:
- Ewings Tagebuch, von dessen Sohn in Druck gegeben, steht in Ayrs’ Bibliothek, wo Frobisher es liest.
- Rufus Sixsmith erscheint als Romanfigur einschließlich Frobishers Briefe an ihn im Kriminalroman Luisa Reys erster Fall des Autors Hilary V. Hush.
- Ayrs träumt von dem unterirdischen Restaurant, in dem Sonmi~451 arbeitet.
- Hilary V. Hush schickt sein Manuskript an den Verleger Cavendish.
- Cavendishs Odyssee wird verfilmt, so dass Sonmi~451 sie in einem Kinoarchiv sehen kann.
- Sonmis Protokoll ist auf einem Orator gespeichert, den Zachry im Gepäck von Meronym entdeckt.
- Die Göttin der Talleute auf Hawaii heißt Sonmi.

Darüber hinaus existieren noch weitere Anspielungen, Verweise und Antizipationen:
- Sechs der Charaktere haben ein kometenförmiges Muttermal nahe der Schulter. Korrespondierend damit wird häufig ein Déjà-vu erwähnt, wenn ein Protagonist die Geschichte eines anderen liest oder sieht.
- Luisa Rey sieht im Hafen von Buenas Yerbas ein Museumsschiff, den Schoner Prophetess aus Ewings Tagebucheinträgen.
- Timothy Cavendish berichtet auf seiner Zugfahrt davon, Fabrikgebäude koreanischer Firmen zu sehen, die versuchen mehr zu klonen als nur Schafe.
- Frobishers großes Werk, das titelgebende Wolkenatlas-Sextett, ist in seinem Aufbau identisch mit dem des ganzen Romans. Luisa Rey kauft eine Schallplatte mit diesem Musikstück.
- Der „Atlas der Wolken“ wird als metaphorisches Bild auch von Zachry und Cavendish verwendet.
- In jeder Geschichte kommt das Wort „Hydra“ vor, meist mit negativer Konnotation.
- Schauplatz vieler Geschichten ist Hawaii: Es ist Zachrys Heimatinsel, außerdem wird Ewing dort in ein Krankenhaus gebracht, um entgiftet zu werden. Auf Hawaii soll sich das angebliche Elysium der Duplikanten, wie Sonmi eine ist, befinden. Sixsmiths Nichte Megan wird aus Hawaii eingeflogen. Sie arbeitet dort in dem Observatorium, dessen Ruinen Zachry und Meronym erkunden.
- Als Cavendish mit dem Taxi vor Haus Aurora vorfährt, versteht er die Worte des Taxifahrers „Sechzehn siebzig“ als „Zachary sieht dich.“
- Jeder der sechs Protagonisten erfährt eine Art der Gefangennahme, physischer oder psychischer (oder beider) Natur.
- Jede der dargestellten Gesellschaftsformen ist in einem moralisch fragwürdigen Zustand und/oder hat eine große Katastrophe hinter sich, vor sich oder ist in großer Gefahr.
- Jeder der Protagonisten zeigt letztendlich großen Mut und kämpft für seine Überzeugung, wenn auch teils erst nachdem er einen Kampf mit sich selbst bezwungen hat.
- Darüber hinaus tragen einige der Figuren teilweise die Namen von Personen, die Mitchell in seiner Danksagung erwähnt, so Ayrs’ Frau Jocasta oder der belgische Polizist Verplancke.
- Der zotige Witz, den „Energieguru“  Lloyd Hooks in Kapitel 42 erzählt, ist – genauso wie die ersten fünf Geschichten, zweigeteilt. In der Mitte des Witzes gibt es einen Abstecher auf Bill Smoke, der Hooks den Vollzug der Attentate auf Grimaldi, Sachs und Rey meldet.

### Verbindungen mit anderen Werken
- Luisa Rey und Timothy Cavendish (sowie sein Bruder Denholme) haben einen kurzen Auftritt in Mitchells Debütroman Chaos.
- Ayrs’ Tochter Eva erwähnt Frobishers Selbstmord in Der dreizehnte Monat. Außerdem hört sie zusammen mit dem dortigen Protagonisten Jason dessen Werk Das Wolkenatlas-Sextett.
- Ein Komet spielt ebenfalls eine wichtige Rolle in Chaos.
- In Mitchells Roman Die tausend Herbste des Jacob de Zoet kommt das Wort Wolkenatlas vor.

Die Verbindungen zu anderen Werken der Weltliteratur sind, wie bei Mitchell üblich, sehr subtil gesät. Als Anspielung auf Thomas Pynchons Erstling V. ist beispielsweise der Name des angeblichen Autors von Halbwertszeiten. Luisa Reys erster Fall zu verstehen. Cavendish denkt bei dem Namen Hilary V. Hush an eine Frau, er entpuppt sich jedoch als Hilary Vincent Hush.
Direkt im Text genannt wird Nietzsches Werk Also sprach Zarathustra, das von Frobisher als Ayrs’ Bibel tituliert wird. Im Kapitel „Halbwertszeiten“ kommt Joe Napier im Augenblick seines Todes das Wort Silvaplana in den Sinn, Name jener Gemeinde im Schweizerischen Kanton Graubünden, in der Nietzsche die Inspiration zu dem in Also sprach Zarathustra verarbeiteten Gedanken der Ewigen Wiederkunft des Gleichen fand. Am Ende von „Das Pazifiktagebuch des Adam Ewing“ erinnert sich der Protagonist an seine Abreise von der „Silvaplana Wharf“ in San Francisco.
Eine bereits in Chaos verwendete Hommage an Thornton Wilders Die Brücke von San Luis Rey findet sich im Namen Luisa Rey, und das Motiv der mit Leuten besetzten einstürzenden Brücke taucht am Ende von Zachrys Erzählung auf. Die Zahl 451 im Namen des Klons Sonmi ist eine Anspielung auf den Roman Fahrenheit 451 von Ray Bradbury. Als erstes Buch bekommt Sonmi~451 eine illustrierte Ausgabe von Hans Christian Andersens Märchen zu Gesicht. Frobishers kurze Beschreibung von Brügge („sieche Straßen, blinde Kanäle, [...], ausgestorbene Höfe“) erinnert an Georges Rodenbachs Roman Das tote Brügge.
Sonmis Lebensgeschichte bzw. die Aufklärung, was im Elyseum wirklich geschieht, ist eine Anspielung auf den Film … Jahr 2022 … die überleben wollen (der Originaltitel ist „Soylent Green“). Dies wird im Roman auch direkt referenziert, als Timothy Cavendish den Satz „Soylent Green ist Menschenfleisch“ zitiert.

## Interpretationen
David Mitchell greift in seinem Roman Der Wolkenatlas mehrere miteinander verbundene philosophische und religiöse Themen auf. Eines davon ist der von Friedrich Nietzsche geprägte Begriff des „Willens zur Macht“. Der Roman stellt dessen Auswirkungen auf die menschliche Natur durch die Jahrhunderte dar: In jedem Zeitalter existierten Unterdrücker und Unterdrückte, Ausbeuter und Sklaven, trotz aller entgegengesetzten Bemühungen. Wie Ewing gegen Ende des Buches feststellt – ohne die zukünftigen Ereignisse zu erahnen –, muss eine „gänzlich räuberische Welt sich eines Tages selbst auffressen“. Der Weg aus diesem Teufelskreis sei der kollektive Glaube an eine bessere Welt.
Im letzten Brief Robert Frobishers hingegen formuliert Mitchell seine Version der „Ewigen Wiederkunft“. Dieser zentrale Gedanke von Nietzsches Werk Also sprach Zarathustra verleiht jeder Handlung und jeder Unterlassung unendliches Gewicht, weil sie sich in alle Ewigkeit wiederholen. Auch das Wolkenatlas-Sextett, das Frobisher komponiert, ist von dieser Idee geprägt. Mit ihr verbunden ist das Thema der Reinkarnation: Sechs der Charaktere haben in unterschiedlichen Zeiten das gleiche Muttermal und erleben Déjà-vus, dunkle Erinnerungen an vorherige Leben. Auch die Idee der Reinkarnation selbst kehrt immer wieder. So findet Sonmi zeitweise Zuflucht in einem ehemaligen buddhistischen Kloster, dessen Äbtissin aber nur noch rudimentäre Vorstellungen von der Religion hat, die von der herrschenden Konzernokratie vernichtet wurde. Jahrhunderte später aber glauben Zachary und sein ebenfalls von einer Äbtissin geführter Stamm noch immer – oder wieder – an eine Art Reinkarnation.
Der titelgebende „Wolkenatlas“ ist eine Metapher für die von Mensch zu Mensch wandernden Seelen. Ihre Wege und Routen zu kartografieren, entspräche einem Atlas der Wolken. Damit lässt sich das Buch zwar als Geschichte mehrerer Menschen, aber nur einer Seele verstehen.
Mitchell legt es einem seiner Charaktere in den Mund:
„Die Seelen wandern über die Zeit wie die Wolken über den Himmel“.

## Rezensionen
Jürgen Brôcan von der Neuen Zürcher Zeitung schrieb, „David Mitchell kartographiere Seelen und schreibe Weltliteratur“. Insbesondere die verschiedenen Erzählstile sowie die Zusammenführung der Erzählstränge wurden sehr gelobt.
In der Kritik im Observer äußert sich Hephzibah Anderson ebenso anerkennend über den verblüffenden dramatischen Wechsel der Zeitebenen und literarischen Formen („With a dramatic use of time-shifts and literary forms, David Mitchell's Cloud Atlas both dazzles and perplexes“) sowie die künstlerisch geschickte Verknüpfung der verschiedenen Erzählstränge („artfully interwoven narratives“) in diesem „großartigen, äußerst berauschenden Episodenroman“ („This latest is similarly episodic, but it is a novel in the biggest, most exhilarating sense.“). Der Leser werde „durch Zeit und Genre vorangetrieben, vom fernen neunzehnten zum nicht so fernen zweiundzwanzigsten Jahrhundert, vom schwindelerregenden Pikaresken zum kühlen Thriller und eisiger Science-Fiction“ („[...] propel the reader forwards through time and genre, from the distant nineteenth to the not-so-far-off twenty-second century, from giddy picaresque to cool thriller to chilling sci-fi.“).
A. S. Byatt schrieb: „David Mitchell nimmt den Leser mit auf eine literarische Achterbahnfahrt. Und zunächst wünscht man sich, diese Reise möge nie enden.“ („David Mitchell entices his readers on to a rollercoaster, and at first they wonder if they want to get off.“)
Tom Bissell betrachtet in seiner Rezension in der New York Times Cloud Atlas als durchaus einzigartigen Roman („To write a novel that resembles no other is a task that few writers ever feel prepared to essay. David Mitchell has written such a novel -- or almost has“) und beeindruckenden Leistung („impressive achievement“) und vergleicht Mitchells Werk mit Joyces richtungsweisendem Roman Ulysses.
In seiner Buchbesprechung in der Washington Post lobt Jeff Turrentine Mitchells Roman als Metafiktion, die den akademischen Pessimismus von Marx, Hobbes und Nietzsche mit den erschreckenden Hinweisen von Aldous Huxley und der sprachlichen Verwegenheit von Anthony Burgess verbinde („Rarely has the all-encompassing prefix of "metafiction" seemed so apposite. Here is not only the academic pessimism of Marx, Hobbes and Nietzsche but also the frightening portents of Aldous Huxley and the linguistic daring of Anthony Burgess.“). Diese und zahllose andere Verweise ließen ein mysteriöses Puzzle entstehen, das dem Leser als quälende Vorstellung noch lange nach der Lektüre erhalten bleibe („[...]a haunting image that stays with the reader long after the book has been closed“). Mitchell führe den Leser auf eine virtuose Rundreise durch die Schichten der Historie und Kausalität, die die Beständigkeit der Inhumanität des Menschen und die Unbeständigkeit dessen ergründe, was wir gemeinhin als Zivilisation bezeichnen („[...] a virtuosic round trip through the strata of history and causality, exploring the permanence of man's inhumanity to man and the impermanence of what we have come to call civilization“).
In der Rezension von Theo Tait im Daily Telegraph stößt der Roman hingegen auf ein gemischtes Echo; trotz der sehr eindrucksvollen virtuosen Leistung und Vielschichtigkeit des Werks („Michell’s virtuoso performance is deeply impressive“) kritisiert Tait, dass Der Wolkenatlas letztlich „zu karikaturhaft“ sei, „um Biss zu haben“ („too cartoonish to have bite“). Die Schwäche des Romans liege darin begründet, dass Cloud Atlas in der einen Hälfte versuche, Die Simpsons zu verkörpern, in der anderen Hälfte jedoch die Bibel („Cloud Atlas spends half its time wanting to be The Simpsons and the other half the Bible“).

## Verfilmung
Von 2009 bis 2012 arbeiteten Tom Tykwer und die Wachowski-Geschwister an der Verfilmung des Buches. Produziert wurde das Projekt von Stefan Arndt, wobei die Produktionsfirma Cloud Atlas Production GmbH in Koproduktion mit X Filme Creative Pool GmbH für die Umsetzung in Deutschland verantwortlich war. Die Dreharbeiten fanden von September bis Dezember 2011 im Filmstudio Babelsberg in Potsdam statt. Als Schauspieler konnten unter anderem Tom Hanks, Susan Sarandon, Ben Whishaw, Halle Berry, Hugo Weaving und Hugh Grant verpflichtet werden. Die Produktionskosten wurden auf etwa 100 Millionen Dollar veranschlagt, wobei der Film vom Deutschen Filmförderfonds, dem Medienboard Berlin-Brandenburg und der Film- und Medienstiftung NRW in zweistelliger Millionenhöhe gefördert wurde. Die Produktion gilt aktuell als der bei weitem teuerste deutsche Film. Den bisherigen Spitzenrang hatte die Romanverfilmung Das Parfum inne. Der Film hatte seine US-Premiere am 8. September 2012 und lief am 15. November 2012 in den deutschen Kinos an.
In einem Artikel des The Wall Street Journal mit dem Titel „Translating 'Cloud Atlas' Into the Language of Film“ beschreibt Mitchell die Übertragung des Werks in die Form des Films als analog zur Übersetzung in eine andere Sprache. Er äußerte sich zufrieden mit dem Resultat der Arbeit wie es in der Filmadaption vorliegt.

### Ausgaben
- Cloud Atlas. Sceptre, London 2004, ISBN 0-340-82277-5. (Englische Erstausgabe)
- Der Wolkenatlas. Ins Deutsche übersetzt von Volker Oldenburg. Rowohlt, Reinbek bei Hamburg 2006, ISBN 978-3-498-04499-2 (gebunden) und ISBN 978-3-499-24036-2 (Taschenbuch)
- Der Wolkenatlas. Kuebler Verlag, ISBN 978-3-86346-065-5 und ISBN 978-3-86346-066-2 (Hörbuch)

### Sekundärliteratur
- Gerd Bayer: Perpetual Apocalypses: David Mitchell's Cloud Atlas and the Absence of Time. In: Critique: Studies in Contemporary Fiction 56:4, 2015, S. 345–354.
- Kevin Brown: A ‘Horizon of Important Questions’: Choice, Action and Identity in David Mitchell’s Cloud Atlas. In: Journal of European Popular Culture 8:1, S. 57–75.
- Scott Dimovitz: The Sound of Silence: Eschatology and the Limits of the Word in David Mitchell's Cloud Atlas. In: SubStance: A Review of Theory and Literary Criticism 44:1, 2015, S. 71–91.
- Martin Paul Eve: You have to keep track of your changes”: The Version Variants and Publishing History of David Mitchell's Cloud Atlas. In: Open Library of Humanities 20 (Onlineressource).
- Heather J. Hicks: ‘This Time Round’: David Mitchell's Cloud Atlas and the Apocalyptic Problem of Historicism. In: Postmodern Culture: An Electronic Journal of Interdisciplinary Criticism 20, 2010 (Onlineressource).
- Courtney Hopf: The Stories We Tell: Discursive Identity Through Narrative Form in Cloud Atlas. In: Sarah Dillon (Hrsg.): David Mitchell: Critical Essays. Gylphi, Canterbury 2011. S. 105–125.
- Luke Hortle: David Mitchell's Cloud Atlas and the Queer Posthuman. In: Lit: Literature Interpretation Theory 27, 2016, S. 253–274.
- Wendy Knepper: Toward a Theory of Experimental World Epic: David Mitchell's Cloud Atlas. In: ARIEL: A Review of International English Literature 47:1/2, S. 93–126.
- Oliver Lindner: Postmodernism and Dystopia: David Mitchell, Cloud Atlas (2004). In: Eckart Voigts und Alessandra Boller (Hrsg.): Dystopia, Science Fiction, Post-Apocalypse: Classics-New Tendencies-Model Interpretations. Wissenschaftlicher Verlag Trier 2015, S. 363–377.
- Hélène Machinal: Cloud Atlas: From Postmodernity to the Posthuman. In: Sarah Dillon (Hrsg.): David Mitchell: Critical Essays. Gylphi, Canterbury 2011. S. 127–154.
- Jason H. Mezey: A Multitude of Drops: Recursion and Globalization in David Mitchell's Cloud Atlas. In: Modern Language Studies 40:2, 2011, S. 10–37.
- Jo Alyson Parker: David Mitchell's Cloud Atlas Of Narrative Constraints And Environmental Limits. In: Jo Alyson Parker, Paul André Harris und Christian Steineck (Hrsg.): Time: Limits and Constraints. Brill, Leiden 2010, S. 199–218.
- Jo Alyson Parker: From Time's Boomerang to Pointillist Mosaic: Translating Cloud Atlas into Film. In: SubStance: A Review of Theory and Literary Criticism 44:1, 2015, S. 123–135.
- Jennifer Rickel: Practice Reading for the Apocalypse: David Mitchell's Cloud Atlas as Warning Text. In: South Atlantic Review 80:1–2, S. 159–177.
- John Shanahan: Digital Transcendentalism in David Mitchell's Cloud Atlas. In: Criticism: A Quarterly for Literature and the Arts 58:1, 2016, S. 115–145.
- Cela Wallhead und Marie-Luise Kohlke: The Neo-Victorian Frame of Mitchell's Cloud Atlas: Temporal and Traumatic Reverberations. In: Marie-Luise Kohlke und Christian Gutleben (Hrsg.): Neo-Victorian Tropes of Trauma: The Politics of Bearing After-Witness to Nineteenth-Century Suffering. Rodopi, Amsterdam 2010, S. 217–252.